# 고속유탄발사기
고속유탄발사기는 보병이 장비하는 화기인 유탄발사기와 달리 화기중대 및 예하 기동타격대 등에서 운용하는 전술목적의 유탄발사기 장비다.
일반적인 유탄발사기의 경우 저속(저압)유탄을 사용하나, 고속유탄발사기의 경우 고속(고압)유탄을 사용한다.
개인화기가 아닌 공용화기로 분류되어 중대예하에 소대급으로 편성되어 운용하고 있다.
- 국군의 경우 제식 유탄발사기로 K-201을, 고속유탄발사기로 K-4를 도입하여 운용중인데, 유탄발사기의 유효사거리가 200m 내외인것에 반하여

고속유탄발사기의 경우 장약, 형태, 발사장비 등의 차이로 1500m 내외의 사거리를 갖는다.
유탄발사기가 근거리 외 중거리 사격시 탄도 곡사비행을 하는데 반하여 고속유탄발사기의 경우 중거리 비행형태로 보아 직사화기로 분류되어 있다.
이는 해강안 경계부대의 초소 및 소초 거치, 전술운용 타격차량의 공용화기, 대대급 화력지원 공용화기, 상륙장갑차의 탑재화기 등으로 이용되고있다.

## 같이 보기
- 공용화기
- 대인화기
- 중화기